# Atelier national de recherche typographique
Pour les articles homonymes, voir ANRT et ANCT.
 (janvier 2015).
L'Atelier national de recherche typographique (ANRT), initialement dénommé Atelier national de création typographique (ANCT), est un lieu de formation et de réflexion autour de la création typographique. 
Placé sous la tutelle du ministère français de la Culture, l'ANRT est sous la responsabilité de la Délégation aux arts plastiques. 
L'idée originelle de la création de cet atelier émane en 1980 d'un collectif de réflexion (le CERT) lancé par Georges Bonnin, directeur de l'Imprimerie nationale de 1971 à 1983,  et Charles Peignot. L'ANRT est alors créé en 1985 avec le soutien de Jack Lang. Il connait deux directeurs (Raoul Sautai et Peter Keller) et trois lieux d'hébergement (l'Imprimerie nationale, l'ENSAD à Paris, l'École nationale supérieure d'art de Nancy). Il ferme ses portes en 2006, pour rouvrir en 2013 à Nancy, avec une nouvelle direction, un nouveau projet et une nouvelle équipe.
L'ANCT/ANRT contribue à la vivacité de la création de caractères en France, mais aussi à l'international puisqu'il aura accueilli un très grand nombre de créateurs étrangers.
Le changement de directeur aura entraîné un changement important dans l'orientation du projet et son dispositif pédagogique. On distingue trois phases dans l'histoire de l’atelier.

## Genèse
En 1980 est créé le CERT à l'initiative de Georges Bonin et de Charles Peignot, après une réunion de l'ATypI à Paris. Le CERT réunit de manière informelle une quinzaine de personnalités du monde de la typographie française. Ce « groupe de travail pour la recherche typographique » diffuse alors une série de propositions pour dynamiser la création typographique en France. Une seule de ces idées trouve une issue concrète avec la création de l'ANCT quelques années plus tard.

### Première phase « Mendoza / Mandel », direction Raoul Sautai
L'ANCT est alors un atelier de formation au dessin de caractères. Le cursus se déroule sur deux ans. L'encadrement est assuré par José Mendoza y Almeida (dessin de caractères), Ladislas Mandel (histoire de la typographie) et Peter Keller, auxquels se rajoutent d'autres intervenants au fil des années.
Entre 1985 et 1986, Claude Mollard, missionné par Jack Lang, crée l'ANCT. Son premier directeur est Raoul Sautai, et comprend 3 intervenants. L'équipe d'intervenant s'agrandit entre 1987 et 1988 pour atteindre le nombre de 4.
En 1990, le directeur Raoul Sautai part en retraite, et certains membres de l'équipe pédagogiques partent avec lui.

### Deuxième phase, direction Peter Keller
Peter Keller est nommé directeur de l'ANCT et réoriente la mission de l'ANCT vers la recherche en plus de la formation. Il ouvre plus largement celui-ci à des projets de recherche ayant pour thème la typographie, sans que la formation au dessin de caractères soit prioritaire.
Parmi les modifications faites par le nouveau directeur, la durée des stages sont réduites à un an (contre deux auparavant) en 1990. L'équipe grandit également durant cette période, avec notamment le directeur adjoint de l'Imprimerie nationale Michel Fretin en tant qu'intervenant, ainsi que Georges Bonin qui a été directeur de l'Imprimerie nationale entre 1971 et 1983.
En 1996, l'Imprimerie nationale est déménagée vers les Arts décoratifs de Paris.
Entre les années 1999 et 2000, les Arts Déco sont déménagés aux Beaux-arts de Nancy, faute d’un espace adéquat dans le nouveau bâtiment de l’Ensad, et la fermeture de l’ancien bâtiment de l’Ensad. C'est à cette période que le nom de l'ANCT est changé au profit de l'ARNT. Cette année-là est une année blanche pour cause de travaux à Nancy. L'ARNT rouvre entre 2000 et 2001.
En 2006, l’ensemble des intervenants ainsi que le directeur démissionnent, au motif invoqué de l'impossibilité de continuer le travail dans l’indépendance vis-à-vis de la direction de l’école de Nancy.

### Réouverture
En 2013, l'ANRT rouvre avec une équipe qui regroupe des anciens intervenants comme des nouveaux comme Philippe Millot et Alice Savoie pour les intervenants. Le directeur lors de cette réouverture est Thomas Huot-Marchand. L’ANRT est un post-master de recherche typographique de l’École nationale supérieure d’art et de design de Nancy  (ENSAD Nancy).